# Vilancós
Vilancós es una entidad de población española del municipio de Sarroca de Bellera, perteneciente a la provincia de Lérida, en la comunidad autónoma de Cataluña.

## Toponimia
El nombre del lugar puede encontrarse mencionado con las grafías Vilancós y Vilancòs.

## Historia
A mediados del siglo XIX, el caserío, por entonces perteneciente al término de Abellanos, tenía contabilizadas 3 casas. Aparece descrito en el sexto volumen del Diccionario geográfico-estadístico-histórico de España y sus posesiones de Ultramar de Pascual Madoz de la siguiente manera:

VILANCOS: alq. en la prov. de Lérida, part. jud. de Tremp, térm. jurisd. de Abellanos (V.)
(Madoz, 1850, p. 71)

En 2023 la entidad singular de población de Vilancòs, perteneciente al municipio de Sarroca de Bellera, tenía empadronado 1 habitante.